# Striaria californica
Striaria californica är en mångfotingart som beskrevs av Cook 1899. Striaria californica ingår i släktet Striaria och familjen Striariidae. Inga underarter finns listade i Catalogue of Life.